# Metamorphose
«Metamorphose» —en español: «Metamorfosis»— es un sencillo de la banda japonesa Lareine, lanzado el 18 de diciembre de 1998.
Alcanzó el número # 50 en el ranking del Oricon Singles Weekly Chart.

## Lista de canciones
| N.º | Título         | Letras | Música | Duración |  |
| 1.  | «Metamorphose» | Kamijo | Kamijo | 5:46     |  |
| 2.  | «gerbe»        | Mayu   | Mayu   | 5:12     |  |
| 3.  | «Aoi Genei»    |        | Kamijo | 0:49     |  |

## Créditos
- Vocalista - Kamijo
- Guitarra eléctrica - Mayu
- Bajo - Emiru
- Batería - Machi
- Producción y Arreglos - Lareine
- Coproducción y arreglos - Hachi

Fuente: Discogs.